# Блок народно-демократичних партій
Блок народно-демократичних партій "Знаємо ЯК!"  - політичний блок, що брав участь у парламентських виборах 2006 року. Не подолав 3-відсотковий бар'єр (набравши лише 0,49% голосів виборців) і, відповідно, не отримав жодного місця в українському парламенті. 
До складу альянсу входили:
- Народно-демократична партія
- Демократична партія України
- Всеукраїнське об'єднання «Черкащани»
- Християнсько-ліберальна партія України